# Непрекъснато уейвлет преобразуване
В математиката, непрекъснато уейвлет преобразуване (CWT) се ползва за разлагане на непрекъсната функция по уейвлети. За разлика от преобразованието на Фурие, непрекъснатото уейвлет преобразуване осигурява възможност за построяване на време-честотно представяне на някакъв сигнал, при което се достига много добро локализиране и по време, и по честота. Непрекъснатото уейвлет преобразуване на една функция {\displaystyle x(t)} за мащаб или скала (a>0) {\displaystyle a\in \mathbb {R^{+*}} } и за коефициент на транслация {\displaystyle b\in \mathbb {R} } се представя чрез следния интеграл:
{\displaystyle X_{w}(a,b)=|a|^{-1/2}\int dtx(t){\overline {\psi }}\left({\frac {t-b}{a}}\right)},
където {\displaystyle \psi (t)} е непрекъсната, и в областта на времето, и в областта на честотата функция, наричана уейвлет майка (матерински уейвлет), като чертата отгоре означава комплексно спрягане. Основната цел на уейвлета майка е да осигури функция източник за генериране на дъщерни уейвлети, които всъщност са транслирани и мащабирани версии на уейвлета майка. За да се възстанови оригиналният сигнал {\displaystyle x(t)} може да бъде използвано следното обратно непрекъснато уейвлет преобразуване (първа форма).
{\displaystyle x(t)=C_{\psi }^{-1}\int _{-\infty }^{\infty }\int _{-\infty }^{\infty }X_{w}(a,b){\frac {1}{|a|^{1/2}}}{\tilde {\psi }}\left({\frac {t-b}{a}}\right)\,db\ {\frac {da}{a^{2}}}}
{\displaystyle {\tilde {\psi }}(t)} е дуална уейвлет функция на {\displaystyle \psi (t)} и
{\displaystyle C_{\psi }=\int _{-\infty }^{\infty }{\frac {{\overline {\hat {\psi }}}(\omega ){\hat {\tilde {\psi }}}(\omega )}{|\omega |}}\,d\omega }
е константа на допустимост и където {\displaystyle {\hat {\psi }}} означава преобразование на Фурие от {\displaystyle \psi }. В някои случаи {\displaystyle {\tilde {\psi }}(t)=\psi (t)} и тогава константата на допустимост става:
{\displaystyle C_{\psi }=\int _{-\infty }^{+\infty }{\frac {\left|{\hat {\psi }}(\omega )\right|^{2}}{\left|\omega \right|}}d\omega }
Обикновено тази константа се нарича уейвлет константа за допустимост. Уейвлет, чиято константа за допустимост удовлетворява
{\displaystyle 0<C_{\psi }<\infty }
се нарича допустим уейвлет. Допустимият уейвлет предполага, че {\displaystyle {\hat {\psi }}(0)=0}, така че допустимият уейвлет трябва да има интеграл нула. За възстановяване на оригиналната функция (сигнал) {\displaystyle x(t)}, може да се използва и следното обратно непрекъснато уейвлет преобразуване (втора форма)
{\displaystyle x(t)={\frac {1}{2\pi {\overline {\hat {\psi }}}(1)}}\int _{-\infty }^{\infty }\int _{-\infty }^{\infty }{\frac {1}{a^{2}}}X_{w}(a,b)\exp \left(i{\frac {t-b}{a}}\right)\,db\ da}.
При това обратно преобразуване се предполага, че уейвлетът трябва да бъде определен като
{\displaystyle \psi (t)=w(t)\exp(it)},
където {\displaystyle w(t)} е прозорец. Така дефинирания уейвлет може да бъде наречен анализиращ уейвлет, защото допуска време-честотен анализ. За даден анализиращ уейвлет не е необходимо да бъде допустим уейвлет.

## Коефициент на мащаба
Коефициентът на мащаба {\displaystyle a} разтяга или свива сигнала. Когато коефициентът на мащаб е относително малък, сигналът е по-свит (по-концентриран), което от своя страна води до получаване на по-детайлна графика. Все пак, налице е този недостатък, че ниският коефициент на мащаба не е за цялата продължителност на сигнала. От друга страна, когато коефициентът на мащаб е висок, сигналът се разпъва, което означава, че получената графика ще бъде представена с по-ниска детайлност. Но това продължава за цялата продължителност на сигнала.

## Свойства на непрекъснатото уейвлет преобразуване
По определение непрекъснатото уейвлет преобразуване е конволюция между последователността от входните данни и набора от функции, генерирани от уейвлета-майка. Конволюцията може да се пресметне с помощта на алгоритъма за бързо преобразуване на Фурие БПФ (FFT). Обикноквено, функцията на изхода, {\displaystyle X_{w}(a,b)}, т.е. след конволюцията ще приема стойности в реалната област, освен в случаите когато уейвлетът майка е комплексна функция. Когато уейвлетът майка е комплекснозначна, тогава след непрекъснато уейвлет преобразуване на функцията ще се получи комплекснозначна функция. Спектралната плътност на мощността (енергийният спектър) на непрекъснатото уейвлет преобразуване може да се представи като {\displaystyle |X_{w}(a,b)|^{2}}.

## Приложения на уейвлет преобразуването
Едно от най-често срещаните приложениия на уейвлет преобразуването е компресирането на изображения. Предимството на използването на уейвлет базирано кодиране при компресирането на изображения е това, че то осигурява съществено подобряване на качеството на картината при по-високи нива на компресиране в сравнение с традиционните техники. Тъй като уейвлет трансформацията има способността да разлага сложна информация и шаблони (петърни) в елементарни форми, то тя често се ползва при акустичната обработка и в областта на разпознаването на образи. Уейвлет преобразуванията могат да се прилагат и в следните научноизследователски области: откриване на ръбове и ъгли, решаване на частни диференциални уравнения, откриване на преходни процеси, проектиране на филтри, анализ на електрокардиограми (ЕКГ-анализ), анализ на текстури, анализ на бизнес информация, анализ на походката.
Непрекъснатото уейвлет преобразуване (CWT) е много ефективно при определянето на коефициента на затихване (коефициента на демпфиране) в колебателните сигнали (например при идентификация на затихване, демпфиране в динамичните системи). CWT е също така много устойчиво на наличието на шум в сигнала.